# La Fère
La Fère – miejscowość i gmina we Francji, w regionie Hauts-de-France, w departamencie Aisne.

## Demografia
Według danych na rok 1990 gminę zamieszkiwało 2930 osób, a gęstość zaludnienia wynosiła 435 osób/km². W styczniu 2014 roku La Fère zamieszkiwało 3179 osób, przy gęstości zaludnienia wynoszącej 471,7 osób/km².

## La Fère w literaturze
La Fère występuje głównie w książkach Aleksandra Dumasa:
- Dwadzieścia lat później, Wicehrabia de Bragelonne
- Królewski poseł

Hrabią de la Fère był również Atos z powieści Trzej muszkieterowie.